# Franz Schuler (Sänger)
Franz Schuler (* 21. Dezember 1862 in Würzburg; † nach 1902) war ein deutscher Opernsänger (Tenor).

## Leben
Franz Schuler nahm Gesangsunterricht bei Julius Hey in Berlin. 1888 trat er am Hoftheater in Coburg als „David“ in Richard Wagners Die Meistersinger von Nürnberg zum ersten Mal auf. Nach einjährigem Wirken in Coburg kam er ans Theater Koblenz (1889–1890), dann ans Hoftheater in Mannheim (1891). 1891/1892 sang er am Residenztheater in Hannover, im Oktober des letztgenannten Jahres trat er als „William“ in den Lachenden Erben im Ensemble des Carltheaters auf, nachdem er bereits einen Monat früher auf derselben Bühne in der Operette Der Zigeunerbaron gesungen hatte.
Er wirkte dort als Operettentenor bis 1893 und nahm dann ein Engagement am Lindentheater in Berlin an (1894). Danach spielte er zwei Jahre am Theater in Lodz und wurde 1897 Mitglied des Stadttheaters in Breslau, wo er ebenfalls zwei Jahre wirkte. 1899 trat er im Ensemble des Frankfurter Stadttheaters auf, dann im Residenztheaters in Dresden (1900 und 1901), bis 1902 war er Mitglied des Brünner Stadttheaters.
In den Jahren 1888, 1889 und 1891 war Schuler auch bei den Bühnenfestspielen in Bayreuth künstlerisch tätig. Im Jahre 1889 wurde ihm in Vertretung Sebastian Hofmüllers die Rolle des „David“ in den Meistersingern anvertraut.
Sein Lebensweg nach 1902 ist unbekannt.